# Il mio tempo migliore
Il mio tempo migliore è un album discografico del cantante Natale Galletta, pubblicato nel 2013.

## Tracce
1. Sulo cu mme
2. Amore amore amore
3. Anema e core
4. Tu e così sia
5. Sì mamma e sì amante
6. Che malatia
7. Grazie
8. Tu sì ‘a mia
9. Comme aggio fatto nun m’accorgere ‘e te
10. Nun è fantasia
11. ‘Nammurate ca nun fanno ammore